# Антун Гледжевич
Антун Гледжевич (*Antun Gleđević, між 1656 та 1659 —†28 січня 1728) — поет й драматург часів Рагузької республіки.

## Життєпис
Походив з міщанського роду Гледжевичів. Навчався у міській школі. Після чого обіймав займав невеликі канцелярські посади. Порівняно рано важко захворів і решту життя прожив поза службою, відчуваючи чималі матеріальні труднощі. Увесь час прожив у Дубровнику, де й помер у 1728 році.

## Творчість
Будучи дуже плідним, виступав з любовною лірикою, перекладав і обробляв італійські драми («Зорислав», «Народження Господнє»).
Своєрідний талант А.Гледжевича проявився у сатирі («Вірші про лопужанок»). За свої сатиричні вірші нерідко піддавався різним «образам і поношеням» з боку міської влади. Поетична спадщина А.Гледжевіча досі вивчено недостатньо — багато сатиричних вірші різних поетів досі приписуються йому — без достатньо переконливих підстав.
Його твори нерідко набувають рис повчальної проповіді. До того ж у Гледжевича сатиричні випади носять деколи особистий характер, найчастіше вони спрямовані проти поетів-сучасників.